# Nissan Patrol

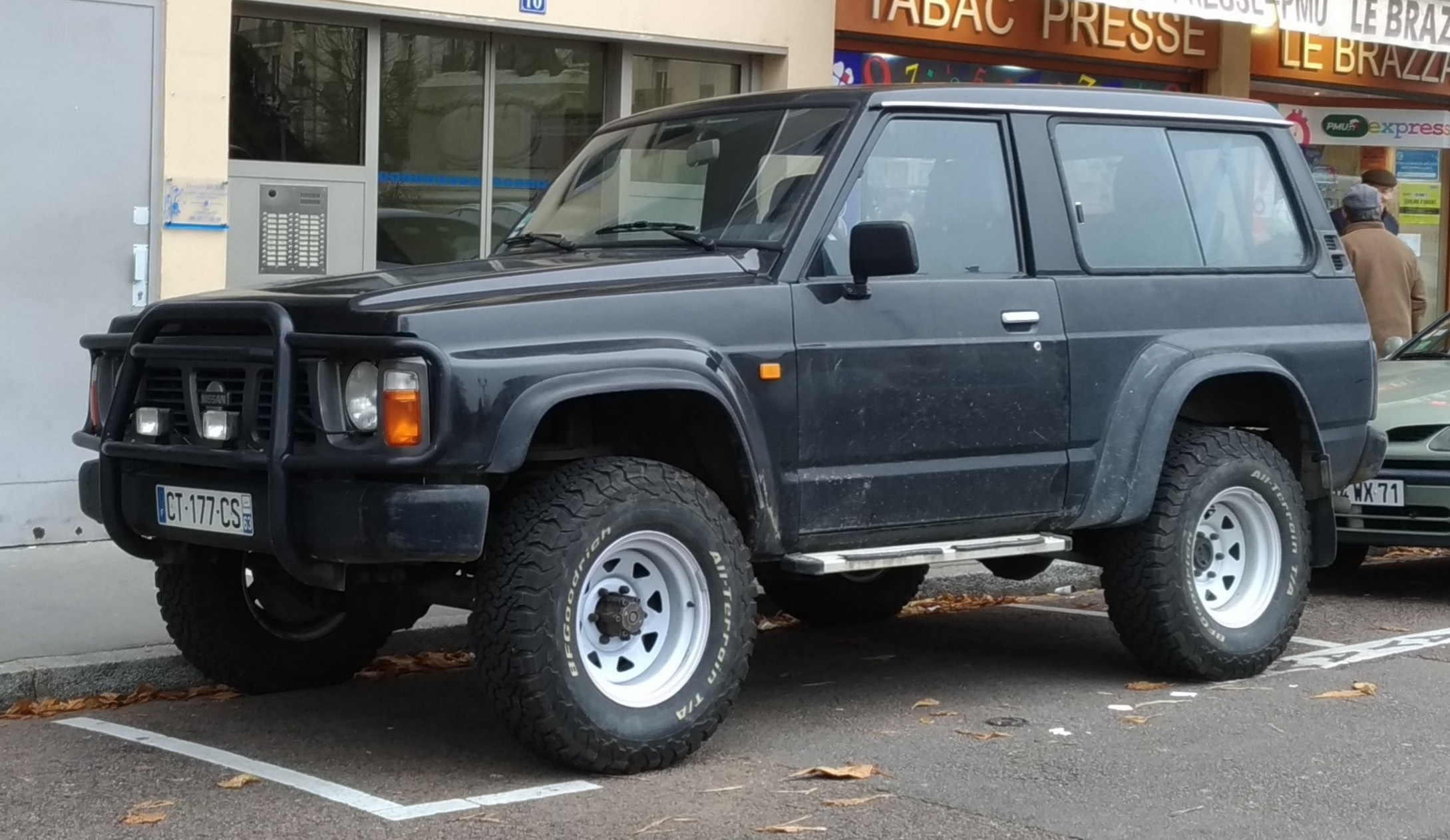
Tmavá varianta vozu

Nissan Patrol (japonsky: 日産・パトロール) je řada automobilů skupiny off-road, tj. velkých vozidel s pohonem všech kol, vyráběných od roku 1951 společností Nissan v Japonsku. Na rozdíl od ostatních off-roadů měl Patrol ve své době nadstandardní interiér, který byl až luxusní. Patrol má karoserii 3dveřovou a 5dveřovou, pojme 2–7 osob dle karoserie a konfigurace. Má 6válcový vysokoobjemový naftový agregát, který disponuje maximálním výkonem 116 k při 3600 ot. a točivým momentem 200 Nm při 2500 ot. Motor je přeplňován turbem s mezichladičem.
Tuhost karoserie zajišťuje žebřinový rám. Vpředu je tuhá 3-prvková náprava s vinutými pružinami a stabilizátorem, vzadu 5-prvková taktéž s vinutými pružinami a stabilizátorem (ten je vypínatelný z důvodu dokonalého křížení nápravy v nejtěžším terénu). Patrol má minimálně 2,5 tuny živé váhy. Je delší než 5 metrů (5dveřová verze), široký 1940 mm, vysoký 1855 mm. Rozvor kol činí 2970 mm. Terénní hodnoty: přední nájezdový úhel: 37°, zadní nájezdový 31°, přejezdový 27°, světlá výška 220 mm, hloubka brodění 700 mm, maximální stoupavost 39°, maximální boční náklon 41°.
V letech 1988 až 1994 Ford Australia prodával Patrol jako Ford Maverick. V některých evropských zemích, jako je Španělsko, prodávala Nissan Patrol společnost Ebro jako Ebro Patrol. V roce 1980 v Japonsku byl přeznačen a střídavě prodáván v prodejnách Nissan Prince Store jako Nissan Safari. Pro modelový rok 2011 byl v Severní Americe k dispozici jako luxusní Infiniti QX56 (později přejmenovaný na Infiniti QX80).
Jedná se o legendární vůz, který absolvoval několik nejnáročnějších světových rally soutěží. Pro svou spolehlivost a robustnost je využíván mírovými složkami a záchrannými týmy.